# Corègon de Kamtxatka
El corègon de Kamtxatka (Coregonus subautumnalis) és una espècie de peix de la família dels salmònids i de l'ordre dels salmoniformes.

## Morfologia
Els mascles poden assolir 37,5 cm de llargària total.

## Distribució geogràfica
Es troba a Àsia: Rússia.